# Carl Bruno Tröndlin

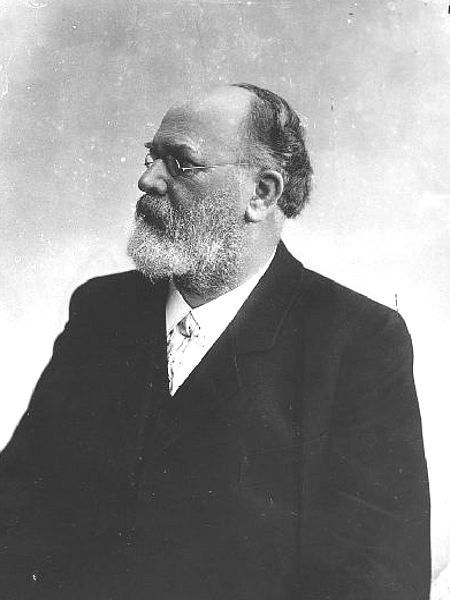
Carl Bruno Tröndlin auf einem Foto von Hermann Walter (um 1900)

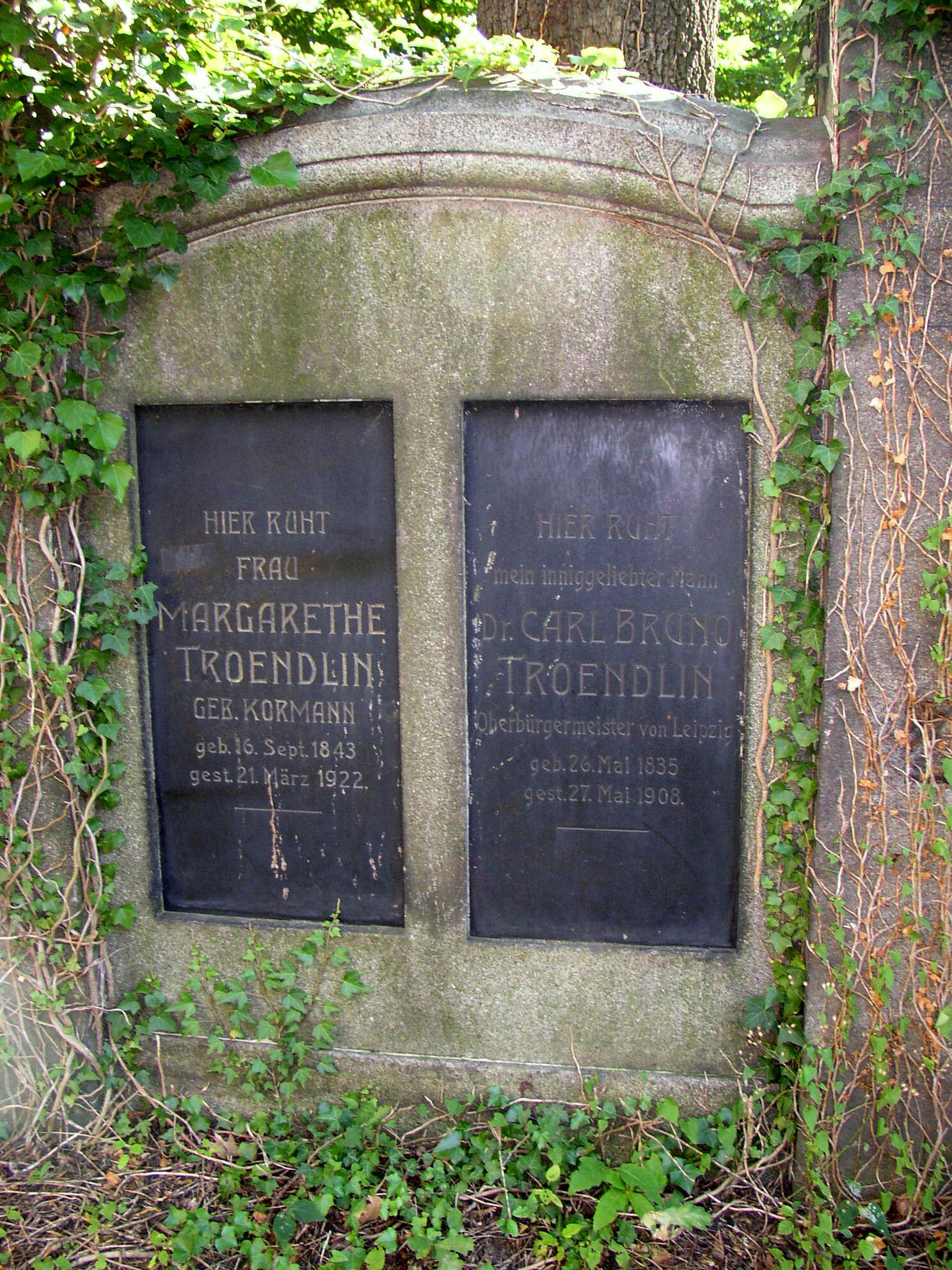
Grabstein von Carl Bruno Tröndlin und seiner Frau Margarethe auf dem Alten Johannisfriedhof in Leipzig

Carl Bruno Tröndlin (* 26. Mai 1835 in Leipzig; † 27. Mai 1908 in Dresden) war ein deutscher Jurist und Politiker (NLP). Er war von 1884 bis 1890 Mitglied des Reichstages und von 1899 bis 1908 Oberbürgermeister der Stadt Leipzig sowie Mitglied der 1. Kammer des Sächsischen Landtages.

## Leben
Carl Bruno Tröndlin kam als drittes Kind der (seit 1829 verheirateten) Eheleute Johann Nepomuk Tröndlin (* 1790 in Freiburg i. Br.; † 1862 in Leipzig), eines 1821 aus Freiburg im Breisgau über Wien zugewanderten Tischlers und Instrumentenbauers, später selbständigen Klavierbauers und Stadtverordneten, und Emilie Mathilde Kabitzsch (Mitglied einer Leipziger Gutsbesitzerfamilie) zur Welt. Er hatte mit Elwine (* 1829), Elisa (* 1833) und Clotilde (* 1839) drei Schwestern. Tröndlin besuchte in Leipzig die 1. Bürgerschule und später die Thomasschule. Danach studierte er Rechts- und Staatswissenschaften an der Universität Leipzig, der Ruprecht-Karls-Universität Heidelberg und der Friedrich-Wilhelms-Universität Berlin. Ab 1857 war er im sächsischen Vorbereitungsdienst. Nach seiner Promotion zum Dr. jur. wirkte er von 1865 bis 1876 als Rechtsanwalt und Notar in Leipzig.
Tröndlin war Mitglied der Nationalliberalen Partei (NLP). 1887 gehörte er dem Zentralwahlkomitee der NLP an. Außerdem war er Vorstandsmitglied der NLP. Von 1870 bis 1876 war er Stadtverordneter in Leipzig und von 1874 bis 1876 Vorsteher der Stadtverordnetenversammlung. Im Jahr 1876 wurde er unter Otto Georgi zum Vizebürgermeister gewählt und trat damit in den Rat ein. Durch Ortsstatut vom 29. Dezember 1877 wurde er zum Bürgermeister erhoben und 1882 als Bürgermeister auf Lebenszeit wiedergewählt. Bruno Tröndlin war außerdem sächsischer Justizrat und von Oktober 1884 bis Februar 1890 für den Wahlkreis Sachsen 12 (Leipzig-Stadt) Mitglied des Reichstages. 
In seiner 32-jährigen Ratsmitgliedschaft hat er lange Zeit in Georgis Schatten gestanden. Nach dessen Ruhestand war er sein Nachfolger in allen städtischen Ämtern. Er amtierte nach der am 12. Juli 1899 stattgefundenen Wahl sowie der am 29. Juni 1904 erfolgten Wiederwahl zum Oberbürgermeister auf Lebenszeit vom 2. Oktober 1899 bis zu seinem Tod am 27. Mai 1908 als Oberbürgermeister der Stadt Leipzig. Als Virilist gehörte er damit auch der 1. Kammer des Sächsischen Landtages an. 1905 wurde er Ehrendoktor der Universität Leipzig.
Viele Entscheidungen, die die Thomasschule und den Thomanerchor betrafen, sind von ihm getroffen worden. Dass der Thomanerchor und sein Alumnat erhalten geblieben sind, ist im Wesentlichen sein Verdienst. In seine Amtszeit fiel die Erbauung des Neuen Rathauses, dabei setzte er sich für die Erhaltung des Alten Rathauses als Museum ein. Weiterhin wurden während seiner Amtszeit der Hauptbahnhof, die Heilanstalt Dösen, die Anlagen des Promenadenrings, zahlreiche Brunnen, Denkmäler und Statuen sowie mehrere Messe- und bedeutende Geschäftshäuser in der Innenstadt errichtet. 
Justizrat Tröndlin wurde auf dem Neuen Johannisfriedhof (heute Friedenspark) beigesetzt. Sein Grabstein kam infolge der Säkularisation auf den Alten Johannisfriedhof. 1908 wurde die Straße Am Löhrschen Platze, ein Teil des Leipziger Innenstadtringes, nach ihm in Tröndlinring benannt.